# Fisnik Myftari
Fisnik Myftari (* 18. Januar 1987 in Peć, SFR Jugoslawien, heute Kosovo) ist ein deutsch-kosovarischer Fußballspieler.

## Karriere
Myftari begann seine Karriere in der Jugend des KF Besa e Pejes in Albanien. Im Jahr 2002 kam Myftari in die Jugend des SV Waldhof Mannheim.
Von dort wechselte er 2003 in die Jugend des TSV 1860 München, wo er in der A- und B-Jugend spielte. 2006 kehrte Myftari zum SV Waldhof Mannheim zurück und blieb bis 2009 bei den Blau-Schwarzen. Hier schaffte er mit dem Waldhof den Aufstieg in die neue Regionalliga Südwest. (2007/2008)
Anschließend wurde sein Vertrag nicht verlängert und Myftari war ein Jahr lang vereinslos. Zur Saison 2010/11 kehrte Myftari erneut zum SV Waldhof zurück und spielte dort für eine Saison und stieg mit dem Waldhof erneut in die Regionalliga Südwest auf.
Zur Saison 2011/12 wechselte Myftari zum belgischen Zweitligisten KAS Eupen. In der Winterpause 2012/13 wechselte Myftari zum baden-württembergischen Oberligisten SpVgg Neckarelz. Mit dem Verein stieg er in die Regionalliga Südwest auf.
Seit der Saison 2014/15 war Myftari beim Verbandsligisten ASV Fußgönheim engagiert. 2016/17 übernahm er neben seiner Spielertätigkeit auch den Trainerjob der A-Junioren in Fußgönheim. Nach dem Ende seiner Spielerkarriere im Sommer 2018 wurde er Cheftrainer der Verbandsliga-Mannschaft ASV Fußgönheim. Ab Sommer 2019 trainierte er zwei Jahre lang die U19 des SV Waldhof Mannheim. Im Anschluss war er für die Mannheimer zunächst als Scout tätig, ehe er im Dezember 2021 zum ASV Fußgönheim in die Verbandsliga zurückkehrte. 2023 stieg er mit der Mannschaft in die Landesliga ab.